# Burga
Burga is een plaats (freguesia) in de Portugese gemeente Macedo de Cavaleiros en telt 88 inwoners (2001).